# Бівер (округ, Пенсільванія)
Шаблон:StateAbbr_ 40°41′ пн. ш. 80°21′ зх. д. / 40.69° пн. ш. 80.35° зх. д.
Округ  Бівер (англ. Beaver County) — округ (графство) у штаті  Пенсільванія, США. Ідентифікатор округу 42007.

## Історія
Округ утворений 1800 року.

## Демографія
За даними перепису 
2000 року 
загальне населення округу становило 181412 осіб, зокрема міського населення було 133120, а сільського — 48292.
Серед мешканців округу чоловіків було 86860, а жінок — 94552. В окрузі було 72576 домогосподарств, 50521 родин, які мешкали в 77765 будинках.
Середній розмір родини становив 2,96.
Віковий розподіл населення поданий у таблиці:
| Стать    | До 15 років | 15-21 | 22-29 | 30-39 | 40-49 | 50-65 | 65-85 | Понад 85 |
| -------- | ----------- | ----- | ----- | ----- | ----- | ----- | ----- | -------- |
| Чоловіки | 17421       | 7988  | 7027  | 12015 | 14374 | 14366 | 12675 | 994      |
| Жінки    | 16346       | 7680  | 7235  | 12881 | 14910 | 15745 | 17250 | 2505     |

## Суміжні округи
- Лоуренс — північ
- Батлер — схід
- Аллегені — південний схід
- Вашингтон — південь
- Генкок, Західна Вірджинія — захід
- Коламбіана, Огайо — захід

## Виноски
1. ↑  U.S. Decennial Census. United States Census Bureau. Архів оригіналу за 26 квітня 2015. Процитовано 4 березня 2015.
2. ↑  Historical Census Browser. University of Virginia Library. Архів оригіналу за 30 травня 2019. Процитовано 4 березня 2015.
3. ↑  Forstall, Richard L., ред. (27 березня 1995). Population of Counties by Decennial Census: 1900 to 1990. United States Census Bureau. Архів оригіналу за 20 березня 2015. Процитовано 4 березня 2015.
4. ↑  Census 2000 PHC-T-4. Ranking Tables for Counties: 1990 and 2000 (PDF). United States Census Bureau. 2 квітня 2001. Архів оригіналу (PDF) за 18 грудня 2014. Процитовано 4 березня 2015.
5. ↑  State & County QuickFacts. United States Census Bureau. Архів оригіналу за 7 липня 2011. Процитовано 16 листопада 2013. [Архівовано 2011-06-06 у Wayback Machine.](англ.) Наведено за англійською вікіпедією.
6. ↑  American FactFinder. Бюро перепису населення США. Архів оригіналу за 26 лютого 2012. Процитовано 31 січня 2008. [Архівовано 2008-05-21 у Wayback Machine.]

| США | Це незавершена стаття з географії США. Ви можете допомогти проєкту, виправивши або дописавши її. |